# Ermelindo D'Agostini
Ermelindo D'Agostini (Cesio Maggiore, 25 agosto 1914 – ...) è stato un calciatore italiano, di ruolo terzino.

## Carriera
Nell'ottobre 1933 si svincola dal Dopolavoro Fragd, squadra di Castelmassa.
Diviene poi una bandiera del calcio ferrarese, tra Spal e Ferrara ha disputato nove stagioni, 192 partite ed una rete, 60 le partite disputate in Serie B, tra i cadetti aveva esordito a Padova il 7 ottobre 1934 nella partita Padova-Spal (2-2), ha chiuso la sua carriera al termine della stagione 1942-43.